# السويد في الألعاب الأولمبية الصيفية 1896
كان متنافس واحد من السويد حاضراً في الألعاب الأولمبية الصيفية 1896. وقد تنافس في 5 فعاليات ضمن رياضتي ألعاب القوى والجمباز. وكانت السويد واحدة من بين أربعة دول لم تفز بأي ميدالية؛ وهي إيطاليا وبلغاريا وتشيلي.